# Sexto Grupo de Ejército de Estados Unidos
El Sexto Grupo de Ejércitos de Estados Unidos fue un grupo de ejércitos de los Aliados durante la Segunda Guerra Mundial. Estaba compuesto por unidades del Ejército de Estados Unidos y del Ejército de Tierra Francés y también era conocido como Grupo de Ejércitos del Sur.
Fue creado en Córcega (Francia) el 1 de agosto de 1944, para consolidar las fuerzas francesas y estadounidenses que estaban planeando invadir el sur de Francia (Operación Dragoon). El grupo del ejércitos estaba comandado por teniente general Jacob Devers. Estuvo integrado por el Primer Ejército francés comandado por el general Jean de Lattre de Tassigny y el Séptimo Ejército de Estados Unidos mandado por el teniente general Alexander Patch.
El Sexto Grupo de Ejércitos se mantuvo subordinado al Cuartel General de la Fuerza Aliada (AFHQ por sus siglas en inglés) en el Teatro de Operaciones del Mediterráneo, mandado por Henry Maitland Wilson, durante la invasión y en las semanas inmediatamente después. El Sexto Grupo de Ejércitos se reunió con el Decimosegundo Grupo de Ejército de Estados Unidos, que había salido de las playas de Normandía, cerca de Dijon, Francia, a mediados de septiembre. El Sexto Grupo de Ejércitos fue asignado al Cuartel General Supremo de la Fuerza Aliada Expedicionaria al mando del general Dwight D. Eisenhower
Su zona de operaciones se extendía desde la costa del sur de Francia, que avanza desde el valle del Ródano a Montélimar. Algunas de sus unidades y elementos de la 36.ª División de Infantería formaron la Task Force Butler, formación que durante varios días de duros combates estuvo a punto de cortar la retirada de todo el 19.º Ejército alemán. El Sexto Grupo de Ejércitos avanzó más tarde hacia el sur de Alemania a lo largo de la frontera suiza, luego a través de Baviera, y finalmente, al oeste de Austria. La 63.ª División de Infantería fue la primera unidad del Séptimo Ejército en cruzar la Línea Sigfrido. La 3.ª División de Infantería sufrió el más alto número de bajas de todas las divisiones estadounidenses con más de 27 000 víctimas. En el paso del Brennero, el Sexto Grupo de Ejércitos se unió con el 5.º Ejército estadounidense que había liberado Italia el 5 de mayo de 1945.
Después del final de la guerra, parte del Sexto Grupo de Ejércitos, el Séptimo Ejército, permaneció durante décadas en el sur de Alemania. También ocuparon parte de Austria hasta mediados de la década de 1950.